# Campsicnemus lineatus
Campsicnemus lineatus är en tvåvingeart som beskrevs av Negrobov och Zlobin 1978. Campsicnemus lineatus ingår i släktet Campsicnemus och familjen styltflugor. Inga underarter finns listade i Catalogue of Life.